# Reinoud I van Bar
Reinoud I van Bar (ca. 1076 - op de Middellandse Zee, 1149) was de tweede zoon van Diederik I van Montbéliard en van Ermentrude van Bourgondië. 
In 1102 werd Diederik benoemd tot voogd van Saint-Pierremont (Vosges). Bij het overlijden van zijn vader in 1105 werd hij graaf van Bar en van Mousson, en kreeg hij het graafschap Verdun in leen van de bisschop van die stad. In hetzelfde jaar stichtte hij de abdij van Froidefontaine. In 1106 verkocht Reinoud het fort van Commercy aan de abt van Saint-Mihiel. 
In 1111 ontstond er een conflict tussen de paus en keizer Hendrik V over de benoeming van een nieuwe bisschop in Verdun. Reinoud koos de kant van de paus maar nam wel zijn gezant gevangen. Reinoud had nu zowel een conflict met de keizer als met de paus. De bisschop nam hem de voogdij over Dieulouard af en gaf deze aan de hertog van Luxemburg. In 1114 werd Reinoud gevangengenomen door keizer Hendrik V en deze liet hem pas vrij nadat hij een eed van trouw had gezworen. Reinoud onderhandelde een compromis met Willem I van Luxemburg en verwierf zo Stenay en Mouzay. Hij kreeg ook het graafschap Verdun terug maar zou het bij twisten over de volgende bisschopsbenoeming én weer kwijtraken (1120), én weer terugkrijgen (1124). Bij zijn intrede in de stad in 1114 raakte Reinoud overigens gewond.
Reinoud deed in 1128 de gelofte om op kruistocht te gaan. Hij verwierf het graafschap Briey en ruilde Verdun uiteindelijk in 1134 voor het graafschap van Clermont-en-Argonne. Reinoud beweerde als verwant van Godfried van Bouillon erfrechten te hebben op Bouillon. Toen onderhandelingen mislukten, veroverde hij Bouillon in 1134 maar in 1141 was hij gedwongen het kasteel weer op te geven.
Reinoud nam met twee van zijn zoons deel aan de Tweede Kruistocht. Hij overleed op zee, tijdens de terugreis.
Hij was in 1120 gehuwd met Gizela (ca. 1090 - 26 december na 1141), dochter van Gerard I van Vaudémont en weduwe van Reinoud III van Toul, en werd de vader van:
- Hugo (gesneuveld Bouillon, 29 september 1141), begraven te Saint-Mihiel.
- Reinoud II
- Diederik († 1171), 1128 aartsdeken van Metz, 1137 bestuurder van de geestelijken in Metz, 1156 aartsdeken van Verdun, 1163 bisschop van Metz, begraven in de kathedraal van Metz.
- Agnes, in 1140 gehuwd met Albert I van Chiny
- Clementia, in 1140 gehuwd met Reinoud II van Clermont (1070-1162) en met Theobald III van Crépy
- Mathilde, gehuwd met Koenraad I van Kyrburg
- Stephania, gehuwd met Hugo III van Broyes, ze kregen vier kinderen

Gizela kreeg drie zoons uit haar eerste huwelijk.